# Нечаї (родина)
Нечай (пол. Nieczaj v. Nieczay) — давній український шляхетський рід гербу Нечай, який панував на землях Брацлавщини, Сумщини та Київщини.
Нечаї поряд з Химськими, Слуцькими, Горностаями, Кропивницькими, Шашкевичами, Єльцями, Олізарами, Немиричами, Кмітами, Лозками, Полозами,  Проскурами, Ясенецькими представляли українську шляхту південно-західного та південно-східного литовського прикордоння протягом 300 років. Саме в цей період в основному склалась соціальна структура краю.
Деякі розгалуження родини брали префікс Грузевич (пол. Hruzewicz).
Рід Нечаїв вийшов з Великого князівства Литовського.

## Відомі представники
- Василь Семенович — королівський дворянин (1524).
- Нечай Данило (1612 (?) — 1651) — український військовий діяч, полковник брацлавський (1648—1651). Герой багатьох народних пісень
- Нечай Іван (р. н. невід.— п. після 1673) — український шляхтич, брат Данила Нечая, зять Богдана Хмельницького. Наказний полковник кальницький 1649
- Нечай Матвій — український шляхтич, брат Данила Нечая.
- Нечай Юрій — український шляхтич, брат Данила Нечая.
- Петро Степанович — судовий засідатель у Луцьку (1869).

З префіксом Грузевич-:
- Іван
  - Микола
    - Лев — голова дворянства Чигиринського повіту (1840)
    - Вячеслав
    - Іван
      - Микола, дружина — Надія Семенівна
        - Володимир
        - Олексій
        - Юлія
        - Валентина
        - Єлизавета
        - Олександр (нар. 23 травня 1873,  Янопіль — пом. ?) військовик, поручик, герой Першої світової війни, кавалер Ордену Святої Анни та Орденів Святого Станіслава.

      - Григорій, з 30 листопада 1859 року власник села  Янопіль[1], член Військової Ради Одеського військового округу в 1875–1877 роках у чині надвірний радник[2][3], у 1877–1880 роках — у чині колезький радник[4][5][6], у 1880–1888 роках — у чині статський радник[7][8][9][10][11][12][13].
        - Микола (нар. 14 вересня 1857, Янопіль, Маслівська волость , Чигиринський повіт, Київська губернія — пом. 15 жовтня 1933, Белград) — військовик, генерал-майор, герой Першої світової війни, кавалер Орденів Святого Володимира,  Ордену Святої Анни та Ордену Святого Станіслава, дружина — Анастасія
          - Наталія

        - Михайло (нар. 9 січня 1865,  Янопіль, Маслівська волость , Чигиринський повіт, Київська губернія — пом. 30 липня 1920, Омськ) — військовик, генерал-майор, герой Російсько-японської війни, герой Першої світової війни, кавалер Орденів Святого Володимира, Орденів Святої Анни та Орденів Святого Станіслава, жертва червоного терору.

      - Лев